# Songs of a Lost World
Songs of a Lost World četrnaesti je studijski album britanskog rock-sastava The Cure. Diskografske kuće Fiction,:113 Lost Music, Universal, Polydor i Capitol Records objavile su ga 1. studenoga 2024. Prvo je izdanje skupine s novim pjesmama nakon albuma 4:13 Dream, koji je izdan 2008. Sve pjesme na uratku napisao je pjevač i gitarist Robert Smith, što je posljednji put učinio na albumu The Head on the Door iz 1985. Također je prvi studijski album sastava na kojem je svirao gitarist Reeves Gabrels. Objavljen je dan poslije Noći vještica na Smithov zahtjev.
Dobio je pozitivne kritike, a recenzenti su posebno pohvalili stihove, mračan zvuk i Smithove vokale. Bio je uspješan i na tržištu; prvi je album skupine od uratka Wish (iz 1992.) koji je dosegao prvo mjesto glazbene ljestvice albuma u Ujedinjenom Kraljevstvu i jedan je od albuma koji se najbrže prodavao 2024. – u jednom je trenutku prodan u više primjeraka od prvih deset albuma tjedna zajedno. Dosegao je prvo mjesto i na ljestvicama albuma u Austriji, Belgiji, Danskoj, Francuskoj, Grčkoj, Nizozemskoj, Njemačkoj, Poljskoj, Švedskoj i Švicarskoj. Bio je nominiran za nagradu BRIT Award za album godine, a sama je skupina nominirana za nagradu za sastav godine i najbolji alternativni/rock-sastav.
Koncertni album Songs of a Live World Troxy London MMXXlV, snimljen na koncertu održanu u Troxyju u Istočnom Londonu, objavljen je 13. prosinca 2024. Album remiksanih pjesama Mixes of a Lost World bit će objavljen 13. lipnja 2025.

## O albumu
Sastav je nekoliko godina radio na albumu i namjeravao ga je objaviti još 2019. Prvi je Cureov studijski album objavljen nakon albuma 4:13 Dream iz 2008 i prvi studijski album na kojem je gitaru svirao Reeves Gabrels, koji se pridružio sastavu 2012., premda se prije toga pojavio na singlu „Wrong Number” iz 1997. Također je i prvi studijski album nakon The Curea iz 2004. na kojem klavijature svira Roger O'Donnell. 
Pet pjesama s albuma, među kojima je i „Alone”, sastav je izveo uživo na svjetskoj turneji Shows of a Lost World, koja je trajala od 2022. do 2023.:108 Glazbenik Perry Bamonte ponovno se pridružio skupini 2022. i sudjelovao je u spomenutoj turneji, ali nije svirao na albumu jer je Cure snimio veći dio pjesama još 2019.:111
Sve je pjesme napisao i aranžirao frontmen Robert Smith.:107 Dok ih je pisao, s teškoćom je „tražio prave slike” za stihove pjesme „Alone”, a naposljetku se nadahnuo pjesmom „Dregs” Ernesta Dowsona.:109 AllMusicov recenzent istaknuo je da se pjesma odlikuje „gustim, vijugavim sintesajzerima [i] jednostavnim, ritmičnim bubnjevima” te da se u stihovima mogu uočiti teme „gubitka [voljene osobe], izoliranosti, nestalnosti i smrtnosti”.
Smith je napisao pjesmu „I Can Never Say Goodbye” nakon smrti svojega brata. Izjavio je kako nije „htio da tekst zavlada pjesmom tako da glazba samo prati ono što se pjeva” i dodao je: „Mislim da je glazba na neki način važnija od onoga što pjevam. Jako mi je teško pjevati tu pjesmu. Ljudi prečesto govore o 'katarzi', ali doista mi ju je pružila. Zbog nje sam se mogao nositi [sa smrću] i mislim da mi je stvarno pomogla.” NME je tu pjesmu proglasio vrhuncem albuma i napisao je da „razara emocionalnom H-bombom”. Smith je spomenuo da su prijašnje inačice pjesme bile „zaista pretjerane” i komentirao je da ga izvođenje pjesme uživo „katkad zaista slomi” te da je „zaista teško ne pretjerati”.
Pjesma „Endsong” nadahnuta je zvjezdanom večeri koja je Smitha podsjetila na događaj iz djetinjstva – kad je 1969. u dvorištu s ocem promatrao slijetanje svemirskoga broda Apollo 11 na Mjesec.

## Omot albuma
Omot albuma prikazuje skulpturu Bagatelle, koju je 1975. izradio slovenski kipar Janez Pirnat. Andy Vella dizajnirao je sam omot.

## Promidžba
Uradak je službeno najavljen 26. rujna 2024., a istog su dana objavljeni prvi singl „Alone” i internetske stranice posvećene albumu. Popis pjesama otkriven je 9. listopada 2024. svim obožavateljima upisanim na mailing listu, a naknadno je objavljen na službenim stranicama sastava.
„A Fragile Thing”, drugi singl s albuma, izdan je 9. listopada 2024. Dana 14. listopada 2024. Smith je izjavio da će album podržati turnejom u jesen 2025., odnosno kad dovrši planirani novi album.
Grupa je 31. listopada održala jednosatni koncert u BBC Radio Theatreu na kojem je, između ostalog, odsvirala pjesme „Alone”, „A Fragile Thing” i „Endsong”, a istog je dana održala i koncert za BBC Radio 6 Music, na kojem je izvela i nove pjesme „I Can Never Say Goodbye”, „And Nothing Is Forever” i „All I Ever Am”.
Skupina je 1. studenoga 2024. objavila album i istoga je dana održala koncert u Troxyju u Istočnom Londonu. Taj se nastup uživo prenosio na YouTubeu.

## Popis pjesama
Tekstovi i glazba: Robert Smith. 
| 1.    | »Alone«                   | 6:48  |
| 2.    | »And Nothing Is Forever«  | 6:53  |
| 3.    | »A Fragile Thing«         | 4:43  |
| 4.    | »Warsong«                 | 4:17  |
| 5.    | »Drone:Nodrone«           | 4:45  |
| 6.    | »I Can Never Say Goodbye« | 6:03  |
| 7.    | »All I Ever Am«           | 5:21  |
| 8.    | »Endsong«                 | 10:23 |
| 49:13 |                           |       |

## Recenzije
| Zbirne ocjene        | Zbirne ocjene |
| Izvor                | Ocjena        |
| -------------------- | ------------- |
| AnyDecentMusic?      | 8,8/10        |
| Metacritic           | 93/100        |
| Recenzije            |               |
| Izvor                | Ocjena        |
| AllMusic             | [ 13 ]        |
| Clash                | 9/10          |
| The Guardian         | [ 26 ]        |
| The Irish Times      | [ 27 ]        |
| The Line of Best Fit | 8/10          |
| Mojo                 | [ 7 ]         |
| NME                  | [ 29 ]        |
| Pitchfork            | 7.9/10        |
| The Times            | [ 31 ]        |
| Uncut                | 9/10          |

Dobio je pozitivne kritike. Na Metacriticu, koji glazbenim uradcima daje ocjenu od 0 do 100 na temelju prosječne ocjene recenzenata raznih publikacija, dobio je ukupno 93 boda na temelju dvadeset i pet recenzija, što označava „opće priznanje”.
Andrew Trendell dao mu je pet zvjezdica od njih pet u recenziji za New Musical Express; izjavio je da se odlikuje „bogatim zvukom”, da je posrijedi „najintimniji album u Smithovoj karijeri” te da se na njemu „nazire smrtnost”, ali da „u crnini ima boje i [da] na grobu ima cvijeća”. Éamon de Paor pohvalio je album u osvrtu za The Irish Times napisavši da je „veličanstveno pust, prekrasno tmuran”, da se „kreće poput glečera u ponoć – dostojanstveno, nezaustavljivo” i da ga prožima „hladnoća koja čvrsto prima i ne pušta”. Usporedio je zvuk albuma sa zvukom skupina kao što su Nine Inch Nails, Cocteau Twins, Pink Floyd i New Order.
Sam Walker-Smart dao mu je devet bodova od deset u recenziji za časopis Clash i komentirao je da je to „jedan od emocionalno najsirovijih albuma” sastava, a pjesmu „Endsong” proglasio je vrhuncem uratka. John Robb dao mu je najvišu ocjenu u osvrtu za Louder Than War i napisao je: „To je album elegičnih, zamišljenih remek-djela koja govore o bolnom gubitku, a prati ih mračna, majstorska glazba koja obiluje melodijama, suptilnošću i ugođajem.”
Victoria Segal dala mu je četiri zvjezdice od njih pet u osvrtu za časopis Mojo pohvalivši Smithove vokalne dionice. Izjavila je: „Stvarno je izvanredno koliko su promjene zaobišle Smithov glas na albumu koji tako pomno prati katastrofalne učinke smrtnosti[.]” Dodala je i da na uratku nema ničega „nalik na pop-pjesmu ... Izvanredna 'Drone' najviše se približava promjeni zvuka ritmom koji podsjeća na 'Never Enough', ali nestabilnost je vidljiva čak i u toj pjesmi.” U osvrtu za The Times Will Hodgkinson pohvalio je album izjavivši: „Na prvom albumu gotičara objavljenu poslije šesnaest godina Robert Smith posvećuje se smrti dragih osoba i vlastitoj propasti na prostranim, profinjenim pjesmama.”
Fred Thomas dao mu je četiri i pol zvjezdice od njih pet u recenziji za AllMusic. Također je pohvalio album i komentirao je da su pjesme „često polagane i raskošne poput onih na Cureovu vrhunskom albumu Disintegration iz 1989., samo što na njima nema zaigranog popa”. Rob Sheffield iz Rolling Stonea dao mu je četiri zvjezdice od njih pet napisavši da Smith „seže u dubine svojeg srca obavijena paučinom; ovo je najbolji Cureov album nakon Disintegrationa”.
Međutim, njemačka inačica Rolling Stonea kritizirala je album zbog „bljutavih pjesama” s beskrajnim uvodima.

## Zasluge
| The Cure - Robert Smith – vokal, gitara, bas-gitara sa šest žica, klavijatura; pomoć pri snimanju, produkcija, miksanje, umjetnički direktor, fotografije - Simon Gallup – bas-gitara - Jason Cooper – bubnjevi, udaraljke - Roger O'Donnell – klavijatura - Reeves Gabrels – gitara | Ostalo osoblje - Paul Corkett – snimanje, produkcija, miksanje - Jack Boston – pomoć pri snimanju - Joe Jones – pomoć pri snimanju - Bunny Lake – pomoć pri snimanju - Matt Colton – mastering - Andy Vella – ilustracije, dizajn - Janez Pirnat – skulptura na omotu |

## Ljestvice
| Ljestvica                             | Najviša pozicija |
| ------------------------------------- | ---------------- |
| Australija (ARIA)                     | 5.               |
| Austrija (Ö3 Austria)                 | 1.               |
| Belgija (Flandrija)                   | 1.               |
| Belgija (Valonija)                    | 1.               |
| Češka (ČNS IFPI)                      | 29.              |
| Danska (Hitlisten)                    | 1.               |
| Finska (Suomen virallinen lista)      | 7.               |
| Francuska (SNEP)                      | 1.               |
| Grčka (IFPI)                          | 1.               |
| Hrvatska (Top lista prodaje – strano) | 4.               |
| Irska (OCC)                           | 3.               |
| Island (Tónlistinn)                   | 17.              |
| Italija (FIMI)                        | 2.               |
| Japan (Japanese Digital Albums)       | 45.              |
| Kanada                                | 12.              |
| Litva (AGATA)                         | 80.              |
| Mađarska (MAHASZ)                     | 7.               |
| Nizozemska (Album Top 100)            | 1.               |
| Norveška (VG-lista)                   | 5.               |
| Novi Zeland (RMNZ)                    | 3.               |
| Njemačka (Offizielle Top 100)         | 1.               |
| Poljska (ZPAV)                        | 1.               |
| Portugal (AFP)                        | 1.               |
| SAD (Billboard 200)                   | 4.               |
| SAD (Top Rock & Alternative Albums)   | 1.               |
| Škotska (OCC)                         | 1.               |
| Španjolska (PROMUSICAE)               | 2.               |
| Švedska (Sverigetopplistan)           | 1.               |
| Švicarska (Schweizer Hitparade)       | 1.               |
| Ujedinjeno Kraljevstvo (OCC)          | 1.               |